# Łąki Wielkie
Łąki Wielkie – wieś w Polsce położona w województwie kujawsko-pomorskim, w powiecie włocławskim, w gminie Boniewo.
Wieś od średniowiecza należy do parafii Boniewo. W księgach metrykalnych tejże parafii nazywana czasami Łąki Walentyny (przełom XVIII i XIX wieku).
W latach 1975–1998 miejscowość administracyjnie należała do województwa włocławskiego. Według Narodowego Spisu Powszechnego (III 2011 r.) liczyła 143 mieszkańców. Jest ósmą co do wielkości miejscowością gminy Boniewo.